# Konstanty Maria Sopoćko
Konstanty Maria Sopoćko (ur. 5 grudnia 1903 w Warszawie, zm. 24 marca 1992 w Komorowie) – polski malarz i grafik.

## Życiorys
Urodził się w rodzinie Ryszarda i Marii z Semkowskich. Studiował w Szkole Sztuk Pięknych – malarstwo i rysunek u Mieczysława Kotarbińskiego, grafikę użytkową u Edmunda Bartłomiejczyka i Bonawentury Lenarta, specjalizację w dziedzinie drzeworytu u Władysława Skoczylasa, a równocześnie historię sztuki na Wydziale Architektury Politechniki Warszawskiej u Stanisława Noakowskiego. Dyplom Akademii Sztuk Pięknych w Warszawie uzyskał w 1934.
Od 1927 do wybuchu II wojny światowej był stałym współpracownikiem wydawnictw „Książnica-Atlas” i „Nasza Księgarnia”.
Początkowo posługiwał się różnymi technikami graficznymi (np. litografią), jednak od 1930 – wyłącznie drzeworytem. Tworzył przede wszystkim grafikę użytkową – plakat, reklamę, znak firmowy, ekslibris, znaczki pocztowe, ilustratorstwo i zdobnictwo książki.
Był członkiem Stowarzyszenia Artystów Grafików „Ryt”, Bloku Zawodowych Artystów Plastyków i Koła Artystów Grafików Reklamowych.
W czasie okupacji niemieckiej pracował w warszawskiej fabryce papy, w latach 1941–1945 był żołnierzem Armii Krajowej, należał też do tajnego Koła Miłośników Grafiki i Ekslibrisu.
W latach 1945–1947 był kierownikiem pracowni malarskiej i graficznej w Centralnym Domu Żołnierza i Domu Wojska Polskiego w Warszawie. W latach 1949–1955 pełnił funkcję kierownika artystycznego w redakcji „Płomyczka”, w latach 1950–1952 prowadził Katedrę Grafiki Użytkowej na warszawskiej ASP, w 1954 objął stanowisko konsultanta w Wydawnictwie MON, które pełnił do 1979. Uczestniczył w licznych wystawach w kraju i za granicą. Indywidualne wystawy jego prac odbyły się w Warszawie w 1947, 1969 i 1987.
Zmarł 24 marca 1992 w Komorowie k. Warszawy. Został pochowany na cmentarzu Powązkowskim w Warszawie (kwatera 31 wprost-2-4).

## Odznaczenia i nagrody
- Złoty Krzyż Zasługi (11 lipca 1955)[5]
- Medal 10-lecia Polski Ludowej (19 stycznia 1955)[6]
- Nagroda Państwowa II stopnia za tekę Feliks Dzierżyński (1951)